# Tiberius Claudius Pollio (Eques)
Tiberius Claudius Pollio war ein im 1. Jahrhundert n. Chr. lebender Angehöriger des römischen Ritterstandes (Eques). Durch eine Inschrift, die auf 89/91 datiert wird, sind einzelne Stationen seiner Laufbahn bekannt. Seine Laufbahn ist in der Inschrift als cursus inversus, das heißt in absteigender Reihenfolge wiedergegeben. Er wird von Plinius dem Jüngeren in einem Brief (Epistulae VII.31) erwähnt.
Pollio war Präfekt einer Ala Flavia milliaria (bzw. laut Plinius einer Ala milliaria), die am Anfang der Regierungszeit von Domitian (81–96) in der Provinz Syria stationiert war. Plinius, der zur gleichen Zeit als Tribunus laticlavius in der Legio III Gallica in Syrien diente, erwähnt ihn später in einem Brief an Gaius Iulius Cornutus Tertullus. In dem Brief schreibt er, dass ihm vom Statthalter die Aufgabe übertragen wurde, die Rechnungslegung der Alen und Kohorten in der Provinz zu überprüfen und dass es im Gegensatz zu einigen anderen Einheiten bei Pollio keine Unregelmäßigkeiten gegeben hätte.
Nach Beendigung seiner militärischen Karriere übernahm Pollio Positionen in der Verwaltung. Er war zunächst praefectus gentium in Africa; dieser Posten war mit einem Jahreseinkommen von 100.000 Sesterzen verbunden. Danach wurde er Statthalter (Procurator) in der Provinz Alpes Graiae. Im Anschluss übernahm er als Procurator Augusti die Leitung der Verwaltung der fünfprozentigen Erbschaftsteuer (vicesima hereditatium); dieser Posten war mit einem Jahreseinkommen von 200.000 Sesterzen verbunden. Durch die Inschrift ist auch belegt, dass Pollio zu einem unbestimmten Zeitpunkt das Priesteramt eines Flamen Carmentalis ausübte.
Danach zog sich Pollio ins Privatleben zurück. Aus dem Brief des Plinius geht aber hervor, dass er noch einmal für einige Zeit in staatliche Dienste trat, als er von Quintus Corellius Rufus ausgewählt wurde, ihm bei einer durch Nerva (96–98) angeordneten Landverteilung zu helfen. Plinius erwähnt auch, dass Pollio eine Biographie über Lucius Annius Bassus verfasste.